# Loch Morar
Loch Morar (gael. Loch Mhòrair) – jezioro w północno-zachodniej Szkocji, w hrabstwie Highland, na terenie krainy Lochaber.
Jezioro rozciąga się z zachodu na wschód na długości niemal 19 km i liczy 26,7 km² powierzchni. Lustro jeziora położone jest na wysokości około 10 m n.p.m. Głębokość sięga 310 m, co czyni je najgłębszym jeziorem na Wyspach Brytyjskich. Z zachodniego krańca jeziora wypływa rzeka Morar, około 2 km na zachód uchodząca do zatoki Sound of Sleat. Wybrzeże jeziora jest w znacznej mierze niezamieszkane.
Według lokalnego folkloru w głębinach jeziora ma zamieszkiwać potwór zwany Morag. Pierwsze doniesienia pochodzą z 1887 roku.